# Székelyföldi vártemplomok

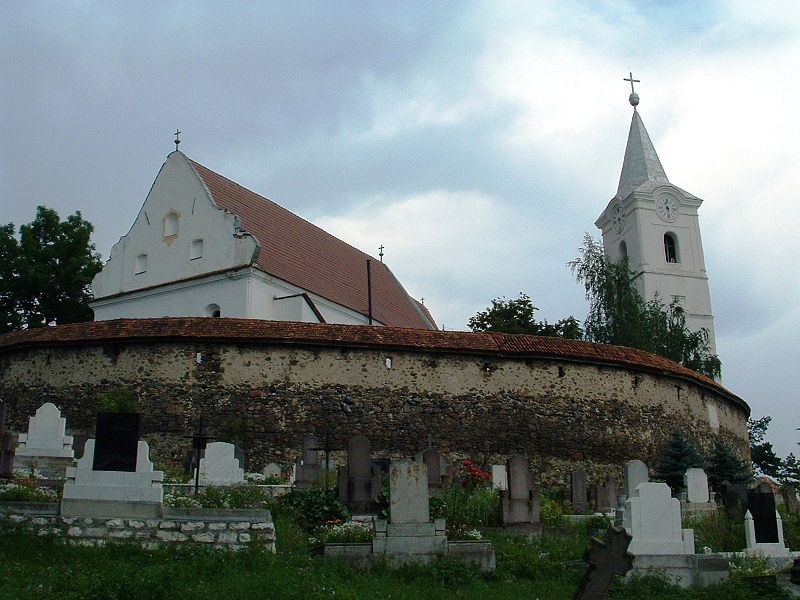
Csíkkarcfalvi római katolikus vártemplom

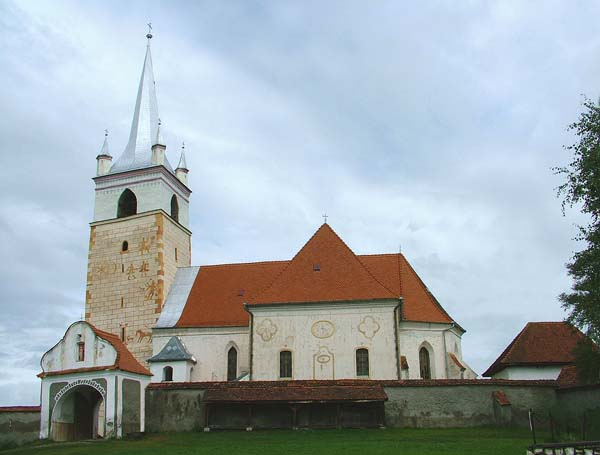
Csíkrákosi római katolikus vártemplom

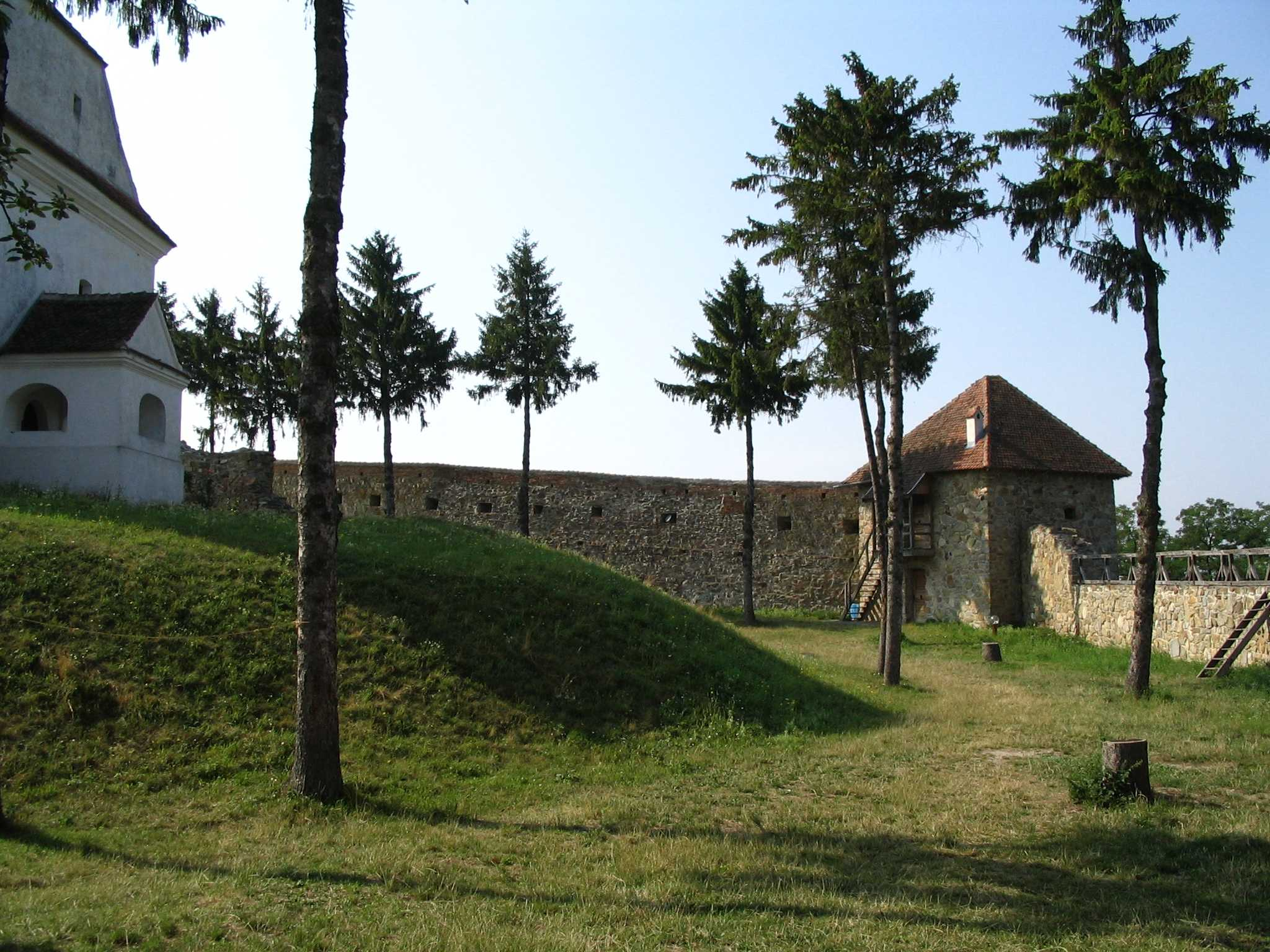
Illyefalva

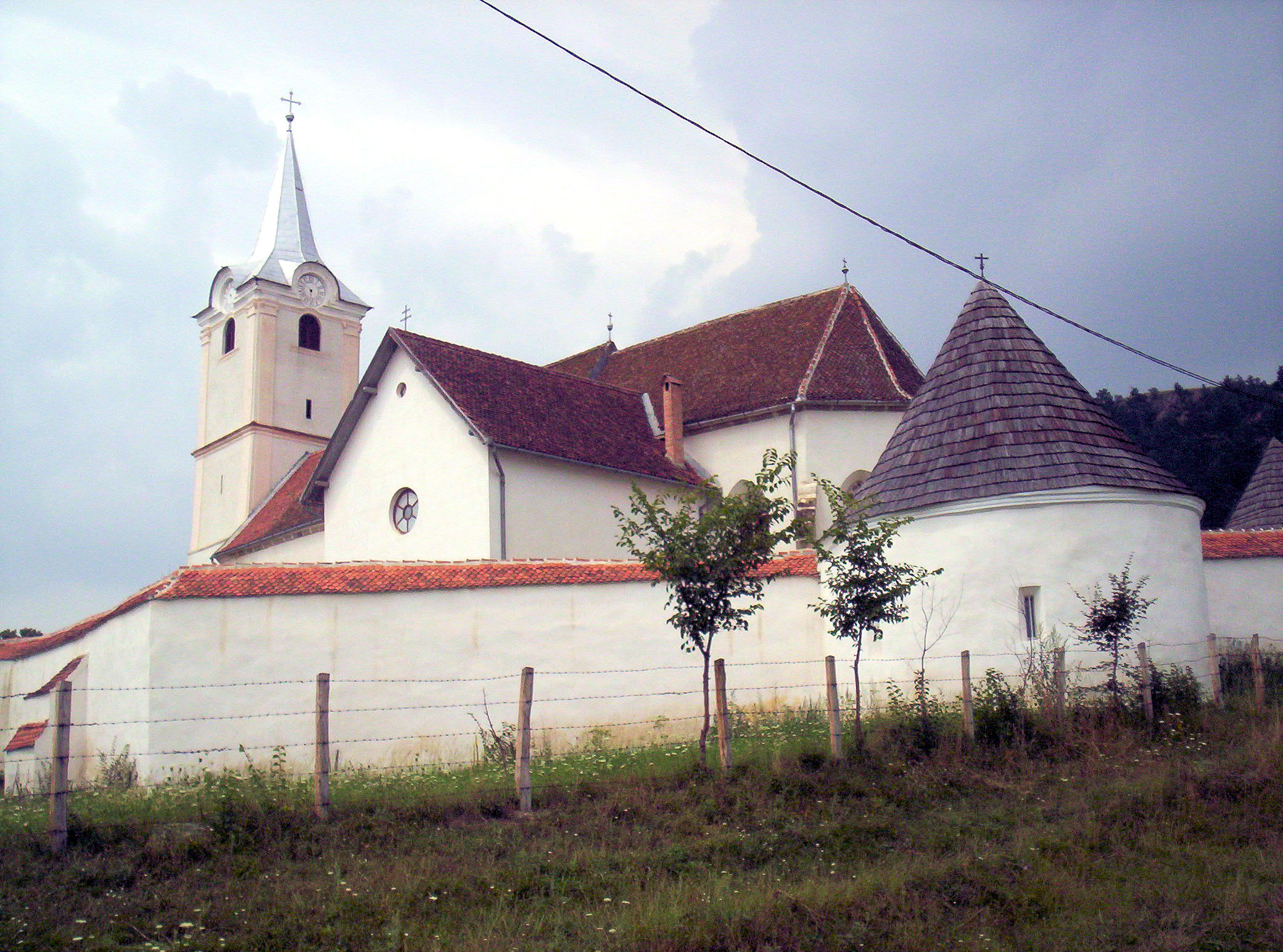
Kézdiszentlélek

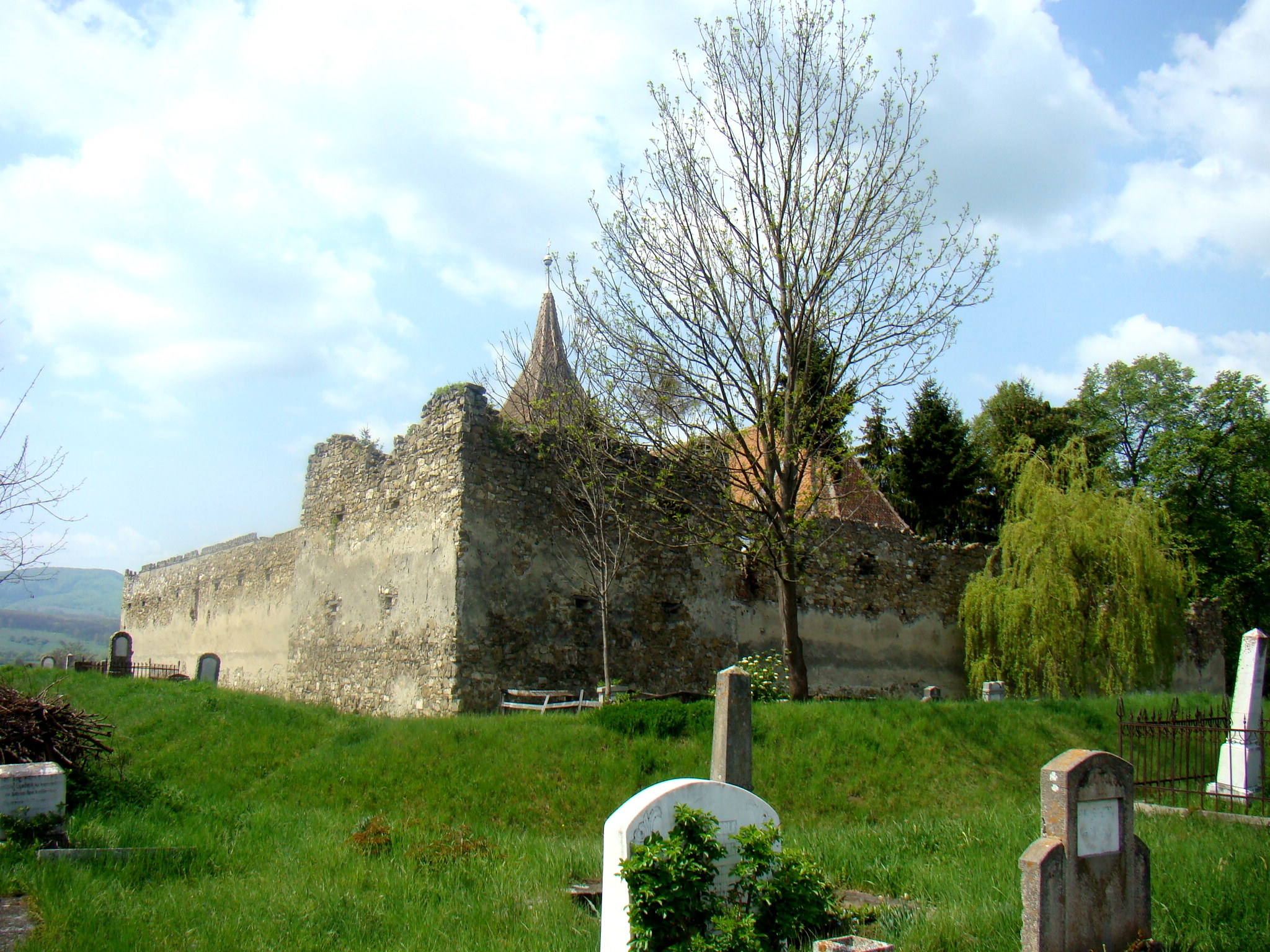
Nagyajta

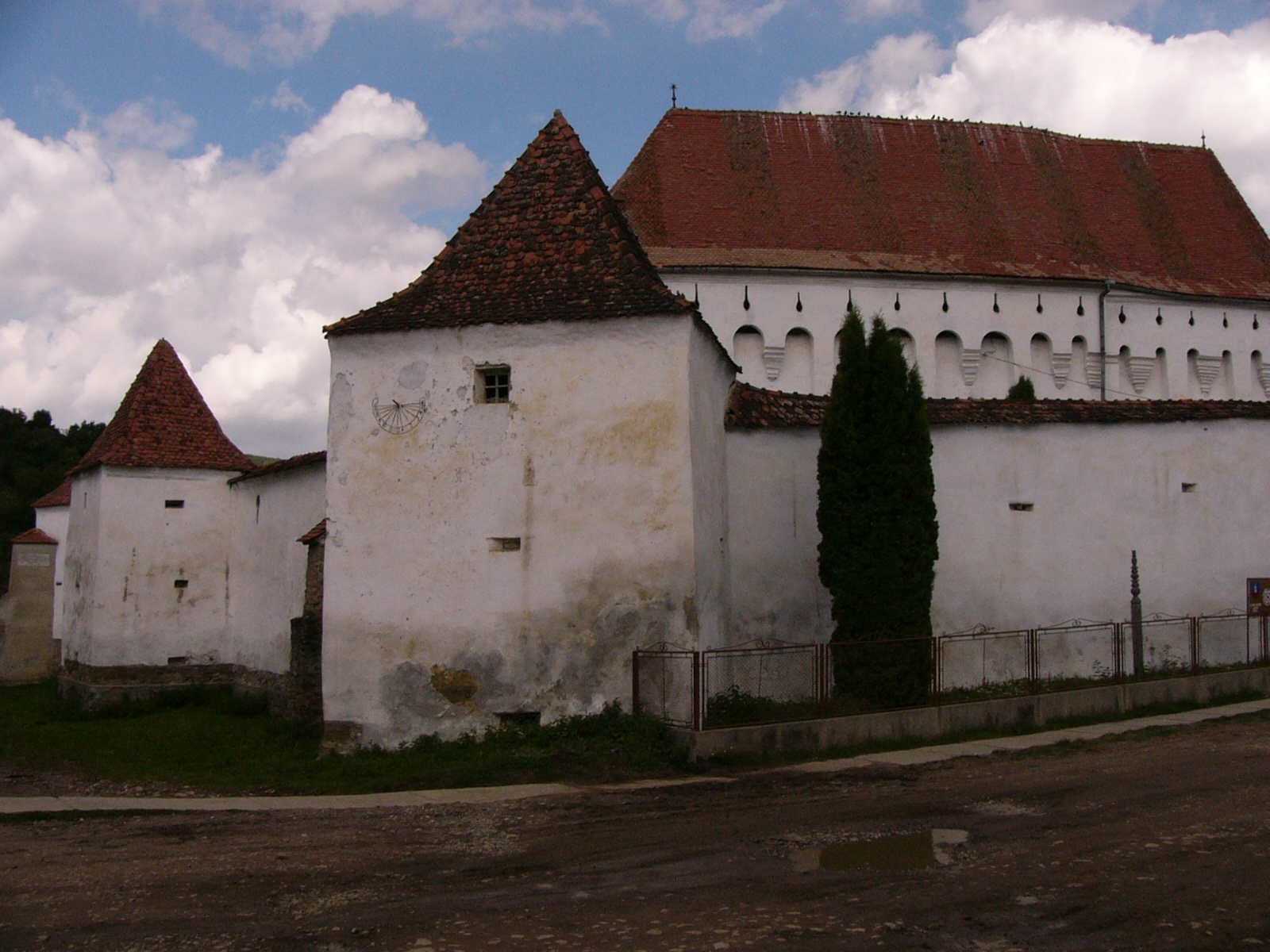
Székelyderzs

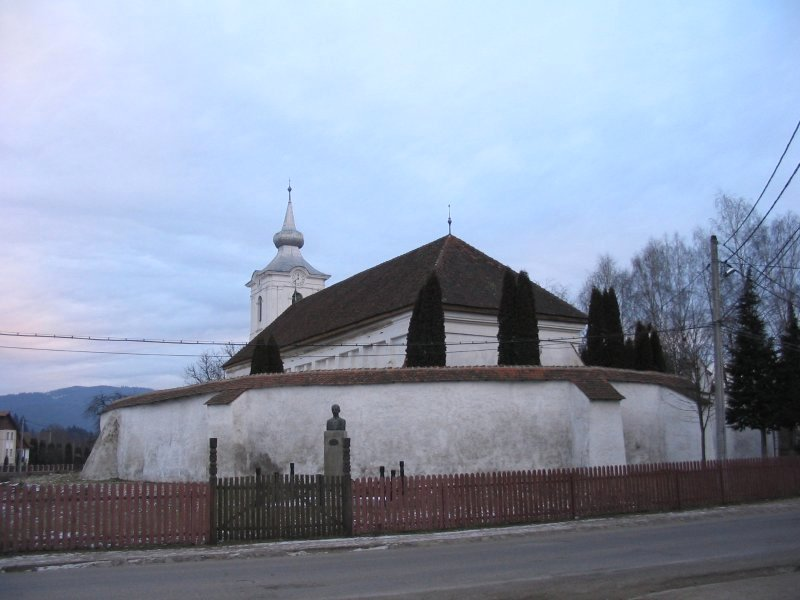
Zabola

A székelyföldi vártemplomok a magyar építészet és művészettörténet szempontjából jelentős erődített templomok, amelyeknek védelmi szerepük mellett rendeltetésük volt a lakosság értékes javainak megőrzése.

## Építéstörténete
A székelyföldi vártemplomok építéstörténete két korszakra osztható. Az első a XV. század első felére tehető, és egybeesik a székely templomok késő gótikus átépítésének időszakával. Az erődített székely templomok első korszakához tartoznak a bekerített templomok és az ovális alaprajzra épült, lőrésekkel ellátott háromszéki templomkastélyok. Ugyancsak ebből a korszakból származik a csíkkarcfalvi vártemplom is.
A második korszak templomvárainak kiépítése a XVII. század első felére, Bethlen Gábor és I. Rákóczi György uralkodásának idejére tehető. A védőtoronnyal ellátott templomerődök nagyobb részt téglalap, vagy ötszög alaprajzúak.
Mivel az egyszerű erődítményekkel bekerített templomok nem tudták megvédeni a falu népét az ellenségtől, így a székelyföldi templomok köré megbízható erődítményeket építettek. A fontosabb útvonalak mentén fekvő, gyakori támadásoknak kitett települések is csak abban az esetben vállalták a templom erődítését és a vele járó anyagi áldozatot, ha az erős várfalaival és kaputornyával megfelelő biztonságot nyújtott a lakosságnak.
A támpillérekkel megerősített, csúcsíves ablakokkal és ajtókkal ellátott nagyszámú gótikus templom átépítése a XV-XVI. század fordulójára és a XVII. század első felére esett. A templomok egy része a korábbiak átépítéséből származik, más része pedig a régi román kori templom helyére, esetleg annak anyagából épült. Székelyföldön ez a nagyméretű építkezés a települések fejlődésével, a lakosság számának növekedésével és a liturgia fokozatos átalakulásával áll összefüggésben.
A XV-XVI. századi késő gótikus átépítések alkalmával a templomok mellé harangtornyokat építettek. Megjelenésük szorosan összefügg a harang használatának a XV. század második és a XVI. század első felére tehető székelyföldi elterjedésével. Abban az időben alakult ki a székely templomerődök legegyszerűbb formája, a kerített templom, amelyet utólag nem bővítettek, nem erősítettek tovább. A székely templomok többségét nem építették át templomerőddé, vagyis az erődítési munkálatok a templom épületét nem érintették.
A székely templomerősségek második generációjának kiépítésében jelentős szerepet játszottak a XVI. századvég és a XVII. század első évtizedeinek háborús eseményei. A korszak keserű tapasztalatai arra késztették a székelységet, hogy a XVII. század első felében újabb templomerősségeket építsenek. Ez az időszak egybeesik Bethlen Gábor és I. Rákóczi György anyagi és szellemi föllendítést biztosító uralkodásával.
A csíki és gyergyói templomok legkorábbi védelmi jellegű építményei a harangtornyok, amelyek a hajók nyugati oromfalához épültek. A XV-XVI. században a vidéket nem fenyegették a török támadások. A XVII. század folyamán Moldva felől egyre gyakrabban törtek be a tatár csapatok a székelyföld ezen területére, amelynek következtében szükségessé vált az önvédelemre való felkészülés. Abban az időszakban épültek azok az alacsony lőréses kőkerítések, amelyek jellegzetes csíkvidéki erődítményekként tarthatók számon. A kevésbé költséges és eléggé elterjedt védelmi megoldás eredményeként 1942-ben 39 csíki templom közül 30-nak épségben fennmaradt a kőkerítése, amelyeknek többsége lőréssel volt ellátva. A védőfalakat helyenként kisebb védőtornyokkal, vagy kaputornyokkal is megerősítették.
Erdély központi részén elterülő Maros- és Aranyosszék a XV. század folyamán kevésbé volt kitéve a török és tatár hódításoknak, mint a peremvidék. A XVI. század közepétől ott is megsokasodtak a hódítások és a háborús pusztítások. A fennmaradt építészeti emlékek azt bizonyítják, hogy Marosszéken a templomok köré a XV-XVI. század folyamán nem építettek erődítményeket. Kerített templomokat ott is építettek, de nagy részük egyszerű kőkerítés lehetett.
Székelyföldön a védőtornyokat és a gyilokjáró alá épített kamrákat gabonaféleségek, kelengyék és más javak tárolására használták. Ez a szokás az ismétlődő háborús pusztítások és gyakori tűzvész miatt terjedt el.
A 18. században a székely templomerősségek védelmi szerepe gyakorlatilag megszűnt. Az idő viszontagságai miatt megviselt erődítményeket nem javították ki, a leomlott és lebontott falak köveit építőanyagként használták fel.

## Tornyok
Székelyföldön a templomtornyok csak a gótika korában váltak általánossá, különösen a Csíki medencében és Háromszéken, ahol elsősorban hadi szempontnak köszönhetik létüket. A legegységesebb képet a csíkvidéki tornyok mutatják, itt maradtak fenn a legjellegzetesebb székely tornyok.
A templomtól külön épült tornyok tipikus székelyföldi sajátosságot mutatnak. A középkori székely templomtornyok általában két-három emeletes, oldalfalain keskeny, magas lőrésekkel ellátott építmények.

## Védőfalak
A különböző építési korszakokból származó várfalak egymástól eltérő méretei és védelmi berendezései elsősorban a tűzfegyverek fejlődésével és elterjedésével, az ostromlás és a védelem technikájának változásával magyarázható. Az alaprajznak megfelelően a várfalak méretei, arányai és védelmi építményei változatosak.
A várfalak építőanyaga termés- vagy folyami kő, melyet erős mészhabarcs köt össze. Az építési technikáját illetően a XV-XVI. századi várfalak külső és belső oldalát gondosan egymás mellé illesztett kövekből rakták.
A XVII. század első felében épült védőfalak, mind alaprajzi sajátosságaiban, mind felépítésükben és védelmi berendezéseikben eltérnek a korábbi templomerősségek várfalaitól. A korábbi falakhoz hasonlóan ezek is kőből épültek, helyenként, főképp a lőrések körül téglaberakások is találhatóak.

## Lőrések
A lőrések a kor követelményeinek az ostromlás és védelem technikájának megfelelően alakultak. A különböző korszakok lőfegyvereinek használata, más-más igényeket támasztott a rés nagyságát, formáját és a mögötte lévő fülke méreteit illetően. A XV. századi, téglalap nyílású, egyszerű lőréseket a XVII. század végéig alkalmazták, a fordított kulcslyuk alakúak a XV. század végi, XVI. és XVII. századi erődítményeknél egyaránt fellehetőek voltak. A lappancsos lőrések a Székelyföldön csak a XVII. századi védőtornyokon vagy várfalakon jelentek meg. Ennek a lőrésnek az volt az előnye, hogy szükség esetén a rést el lehetett zárni, a hozzátartozó széles fülke nagyobb oldalirányú helyet biztosított a védők számára.

## Védőfolyosók
A lőréses mellvédhez szolgáló védőfolyosók közül csak a csíkkarcfalvi maradt meg épségben. Szerkezete eltér a többi székelyföldi védőfolyosó felépítésétől, mivel járószintjét maga a vastag védőfal biztosítja. A jelentősebb székely templomerősségek védőfolyosóinak szerkezetéről kevés adat maradt fenn. A legtöbb XV-XVI. századból származó háromszéki templomvár mellvédje mögött védőfolyosó húzódott.

## Pártázatok
A pártázat a falak peremén kialakított tört vonalú mellvéd, amelynek két típusa ismeretes: a védőpártázat és a díszítő jellegű pártázat. A védőpártázat eredetileg a várfalakat, városfalakat fedte, ezek az oromzatok a XV. század folyamán elvesztették jelentőségüket.
Erdélyben a XVI-XVII. század késő reneszánsz építészetében jelentek meg a díszítő pártázatok, főképp a védőtornyok oromzatán, ugyanakkor a várfalak peremén is. Ezek a díszítmények általában lépcsőzetes felépítésűek, peremüket téglaberakással emelték ki. A székely templomerősségek pártázatai jelentős mértékben eltérnek az erdélyi díszítésektől. Jellegzetes a várfalon sorozatosan ismétlődő négyzet alapú hasábok együtteséből kialakult fogsoros pártázattipus, ugyanakkor a félköríves és fecskefarkas díszítmények is megjelentek egyes falrészeken.

## Védőtornyok
A XV. század végén és a XVI. század folyamán épített székely templomerősségek várfalai általában védőtornyok nélkül épültek, az egyetlen torony a harangtorony volt, amely a bejárat védelmét is biztosította. Kivételt képez a sepsiszentgyörgyi és bölöni templomvár, amelyeknél a templomtól különálló kaputornyon kívül a várfal védelmét egy-egy védőtorony is szolgálta. A korai védőtornyok mindenike a fal síkja elé ugró, úgynevezett külső torony, rendeltetése az oldalazó védelem biztosítása.
A székely templomerősségek második szakaszában, a XVII. század első felében épült erődítményeknél, a védőtornyokat alkalmazása egységes. Alaprajzuk négyzet vagy trapezoid alakú, két vagy három emeletesek, lőréseik lappancsosak.
A bástyás templomerősségek építészeti szempontból az olaszbástyás építkezésnek egy különleges csoportját képezik, amelyek kizárólagos védelmi szerepüket mindvégig megőrizték.
A székely templomerősségeknél a kapubástyát, a kapu védelmére építették, amely magába foglalta a védőtornyot.
A fejedelmi építőtelepeken tapasztaltakat a székelyek templomaik erődítésekor is felhasználták. A fejedelmi udvar példamutatása, összefonódva az önvédelem biztosításának gyakorlati követelményeivel, olyan építészeti emlékek létrejöttét eredményezte, mint amilyenek a védőtornyos vagy bástyás székely templomkastélyok, amelyek a köznép hozzáértéséről és emelkedett ízléséről tanúskodnak.

## Templomok
- Alsócsernátoni református templom
- Bikfalvi református templom
- Bölöni unitárius templom
- Csatószegi római katolikus templom
- Szent János-templom (Csíkdelne)
- Csíkkarcfalvi római katolikus vártemplom
- Csíkkozmási római katolikus templom
- Csíkmenasági római katolikus templom
- Csíkmindszenti római katolikus templom
- Csíkrákosi római katolikus vártemplom
- Csíkszentdomokosi római katolikus templom
- Csíkszentgyörgyi római katolikus vártemplom
- Csíkszentimrei római katolikus templom
- Csíkszentkirályi római katolikus templom
- Csíkszentléleki római katolikus templom
- Csíkszentmártoni római katolikus templom
- Csíkszentmihályi római katolikus vártemplom
- Csíkszentmiklósi római katolikus vártemplom
- Római katolikus templom (Csíkszenttamás)
- Csíkszépvízi örmény katolikus templom
- Csíkzsögödi római katolikus templom
- Dálnoki református templom
- Esztelneki római katolikus templom
- Felsőboldogfalvi református templom
- Felsősófalvi református templom
- Feltorjai református templom
- Gelencei római katolikus templom
- Gidófalvi református templom
- Gyergyóalfalvi római katolikus templom
- Szent Katalin-templom (Gyergyóditró)
- Gyergyószárhegyi római katolikus templom
- Gyergyószentmiklósi örmény katolikus templom
- Gyergyószentmiklósi római katolikus templom
- Gyergyótekerőpataki római katolikus templom
- Homoródkarácsonyfalvi unitárius templom
- Homoródszentmártoni unitárius templom
- Homoródszentpéteri unitárius templom
- Illyefalvi református templom
- Kászonaltízi római katolikus templom
- Kézdialbisi református templom
- Kézdiszentléleki római katolikus templom
- Lemhényi római katolikus templom
- Maksai református templom
- Nagyajtai unitárius templom
- Nagygalambfalvi református templom
- Sepsiárkosi unitárius templom
- Sepsibodoki református templom
- Sepsiszentgyörgyi református templom
- Székelyderzsi unitárius templom
- Uzoni református templom
- Zabolai református templom